# Wilhelm von Le Suire
Georg Wilhelm von Le Suire (* 9. Juni 1787 in Mengeringhausen; † 10. März 1852 in Nürnberg) war ein Generalleutnant sowie von 1848 bis 1849 bayerischer und unter König Otto von Griechenland auch griechischer Kriegsminister.

## Leben

### Herkunft
Die Familie von Le Suire stammt aus Westfrankreich und wurde dort um 1406 erstmals erwähnt. Zum Protestantismus übergetreten musste Daniel von Le Suire 1670 nach Deutschland fliehen und trat in die Dienste der Fürsten zu Oettingen. Hier bekleideten Familienmitglieder diverse Ämter als Beamte und Offiziere. 1820 wurden sie vom bayerischen König Maximilian I. Joseph unter Berufung auf ihre adelige Herkunft in den erblichen Adelsstand des Königreichs Bayern aufgenommen.

### Karriere
Georg Wilhelm von Le Suire trat 1806 in die Bayerische Armee ein und nahm an den Feldzügen 1809 bis 1815 teil. 1817 beförderte man ihn zum Major im Generalstab. Er war vom 1. Juni 1822 bis zum 26. Mai 1833 Kommandeur des  1. Jägerbataillons „König“ und stieg in dieser Stellung 1832 zum Oberstleutnant auf.
1833 ging Le Suire mit Prinz (später König) Otto nach Griechenland und wurde dort 1834 Kriegsminister im Kabinett von Alexandros Mavrokordatos.
1835 kehrte der Offizier nach Bayern zurück, avancierte zum Oberst und übernahm von 1835 bis 1840 als Kommandeur das 5. Infanterie-Regiment. 1840 wurde er Generalmajor und Brigadekommandeur, 1848 Generalleutnant und Kommandeur der 3. Division. Vom 21. November 1848 bis 29. Mai 1849 amtierte er als bayerischer Kriegsminister. Dann trat er aus Krankheitsgründen zurück und betätigte sich erneut, bis zu seinem Tode, als Divisionskommandeur.
Wilhelm von Le Suire starb 1852 in Nürnberg und wurde im historischen Militärfriedhof der Stadt begraben; sein Grabdenkmal stammt von dem Bildhauer Johann Konrad.

### Familie
Le Suire verheiratete sich am 1. Januar 1824 in Burghausen mit Sophie Gräfin von Berchem (1802–1835), Tochter des bayerischen Regierungsrates Maximilian von Berchem und der Josepha, geborene Gräfin Fugger von Zinneberg. Nach dem frühen Tod seiner ersten Frau eheliche Le Suire am 16. Mai 1837 in Nürnberg Adolfine von Danckelmann (1817–1899), wodurch das Schloss Altenmuhr in den Besitz der Familie Le Suire kam.
Aus den Ehen gingen acht Kinder hervor. Maximilian (1825–1875) wurde bayerischer Major und Kommandeur des Landwehr-Bezirkskommandos Ansbach, Günther (1846–1906) bayerischer Kammerherr und Generalmajor, sowie u. a. Adjutant der Prinzen Arnulf von Bayern und Leopold von Bayern. Dessen Sohn Günther Adolf Karl von Le Suire (1880–1950), bayerischer Kammerherr, Offizier und Ministerialdirektor, nahm 1919 bis 1921 als deutscher Diplomat an den Friedensverhandlungen von Versailles und London teil.

## Auszeichnungen
- Kommandeur des Erlöser-Ordens[3]
- Großkreuz des Verdienstordens vom Heiligen Michael[3]
- Großkreuz des Hausordens vom Goldenen Löwen[3]
- Kommandeur des Hessischen Ludwigsordens[3]
- Orden des Heiligen Wladimir III. Klasse[3]